# Мария Генриетта Австрийская (1883—1956)
Мария Генриетта Каролина Габриэла Австрийская (нем. Maria Henrietta Caroline Gabriele von Österreich) — эрцгерцогиня Австрийская, принцесса Чешская, Венгерская и Тосканская по рождению.

## Биография
Мария-Генриетта была третьей дочерью  Фридриха Австрийского, эрцгерцога Тешенского, и Изабеллы Круа-Дюльменской. В период с 1879 по 1897 год у супругов родились одна за другой восемь дочерей, прежде чем в 1897 году родился сын Альбрехт.
До 1905 года семья жила в основном во дворце Грашалковичей в Братиславе, а лето, как правило, проводила в одном из своих многочисленных имений. Мария Генриетта была первым ребенком супругов, родившимся в этом дворце. Вероятно, роды были трудными, так как крещение - согласно газете Preßburger Zeitung - пришлось несколько раз откладывать. Однако 22 января 1883 года оно все-таки состоялось, хотя и слишком поздно на фоне обычаев того времени. Preßburger Zeitung писала об этом следующее:
Сегодня, в половине двенадцатого утра, состоялось крещение новорожденной эрцгерцогини, торжество состоялось в большом зале дворца Грашалковичей, где был установлен большой, богато украшенный алтарь. Ровно в половине двенадцатого открываются двери зала, возле которых стоят лакеи эрцгерцога в ливреях с галунами, и проходит блистательная процессия под предводительством Его Высочества господина эрцгерцога Альбрехта, за которым следуют эрцгерцог Райнер, эрцгерцог Фредерик и крестная мать новорожденной госпожи эрцгерцогини, эрцгерцогиня Мария с крестимым младенцем на руках. (...) Крещение совершил епископ Хайлер, SUB INFULA и с пастырским посохом, предварив его торжественной речью. (...) Госпожа эрцгерцогиня-мать присутствовала при церковном обряде, расположившись в кресле в соседних покоях, двери в которые были открыты.
3 июня 1908 года принцесса Мария-Генриетта вступила в брак с принцем Готфридом Максимилианом Марией цу Гогенлоэ-Шиллингсфюрст. Бракосочетание состоялась в готической часовне замка Вайльбург близ Бадена в Нижней Австрии. В свадебной церемонии принял участие император Франц Иосиф I вместе со всем двором. Венчание совершил духовник императора Франца Иосифа, капеллан Хофбурга епископ Лаврентий Майер.
Супруг Генриетты был сыном принца Константина цу Гогенлоэ-Шиллингсфюрст и принцессы Марии цу Гогенлоэ-Шиллингсфюрст, урожденной Сайн-Витгенштейн, а также племянником канцлера Германии Хлодвига цу Гогенлоэ-Шиллингфюрст. До Первой мировой войны супруг принцессы Готфрид Максимилиан был послом Австрии в Берлине.
Генриетта Австрийская-Тешенская скончалась 2 сентября 1956 года в Мариацелле, там же и была похоронена.

## Дети
У Марии Генриетты было трое детей:
- Принцесса Елизавета Гогенлоэ-Шиллингсфюрст (27 сентября 1909 — 30 марта 1987)
- Принцесса Наталья Гогенлоэ-Шиллингсфюрст (28 июля 1911 — 11 марта 1989)
- Принц Фридрих Гогенлоэ-Шиллингсфюрст (18 февраля 1913 — декабрь 1945), будучи немецким солдатом, попал в плен и скончался в лагере для военнопленных в Твикбули под Кутаиси на Кавказе (ныне Грузия) в возрасте 32 лет.